# Svornost (pracovní tábor)

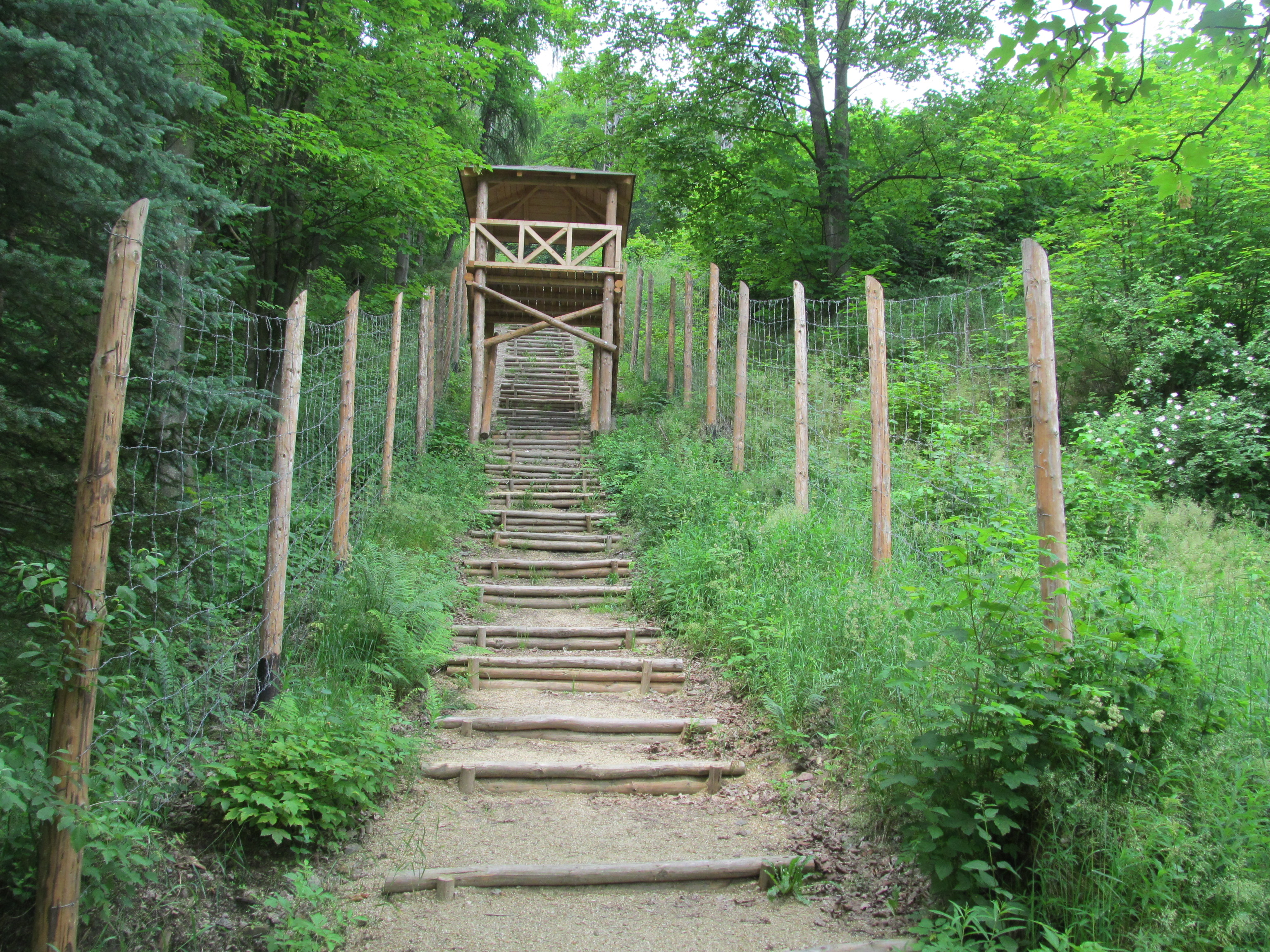
Replika dřevěných schodů mezi dolem Svornost a táborem

Tábor Svornost, fungující u stejnojmenného uranového dolu v Jáchymově, byl původně zajatecký, posléze trestanecký pracovní tábor. Zajatci a vězňové, kteří zde byli zadržováni, těžili uranovou rudu v místní uranové šachtě. Tábor vstoupil do širšího povědomí především svými 270 příkrými dřevěnými schody, postavenými mezi šachtou a táborem. Z původního tábora se nedochovalo prakticky nic. Areálem bývalého tábora dnes vede naučná stezka Jáchymovské peklo. V roce 2015 zde byly vybudované repliky strážných věží a oplocení. Asi 500 metrů od bývalého tábora je zpřístupněna podzemní Štola č. 1, kterou vykutali zdejší trestanci.

## Historie tábora

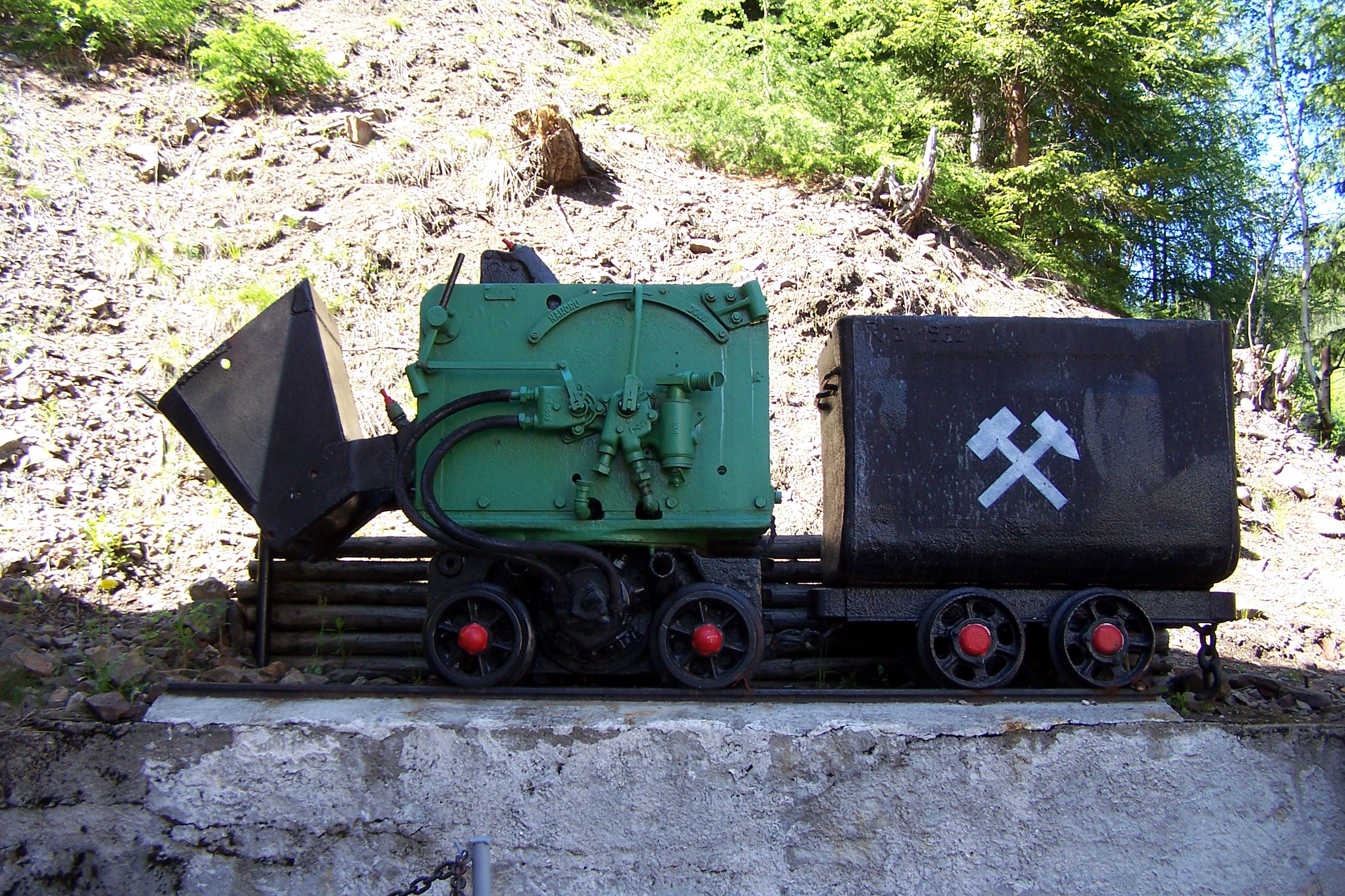
Vozíky u Štoly č. 1

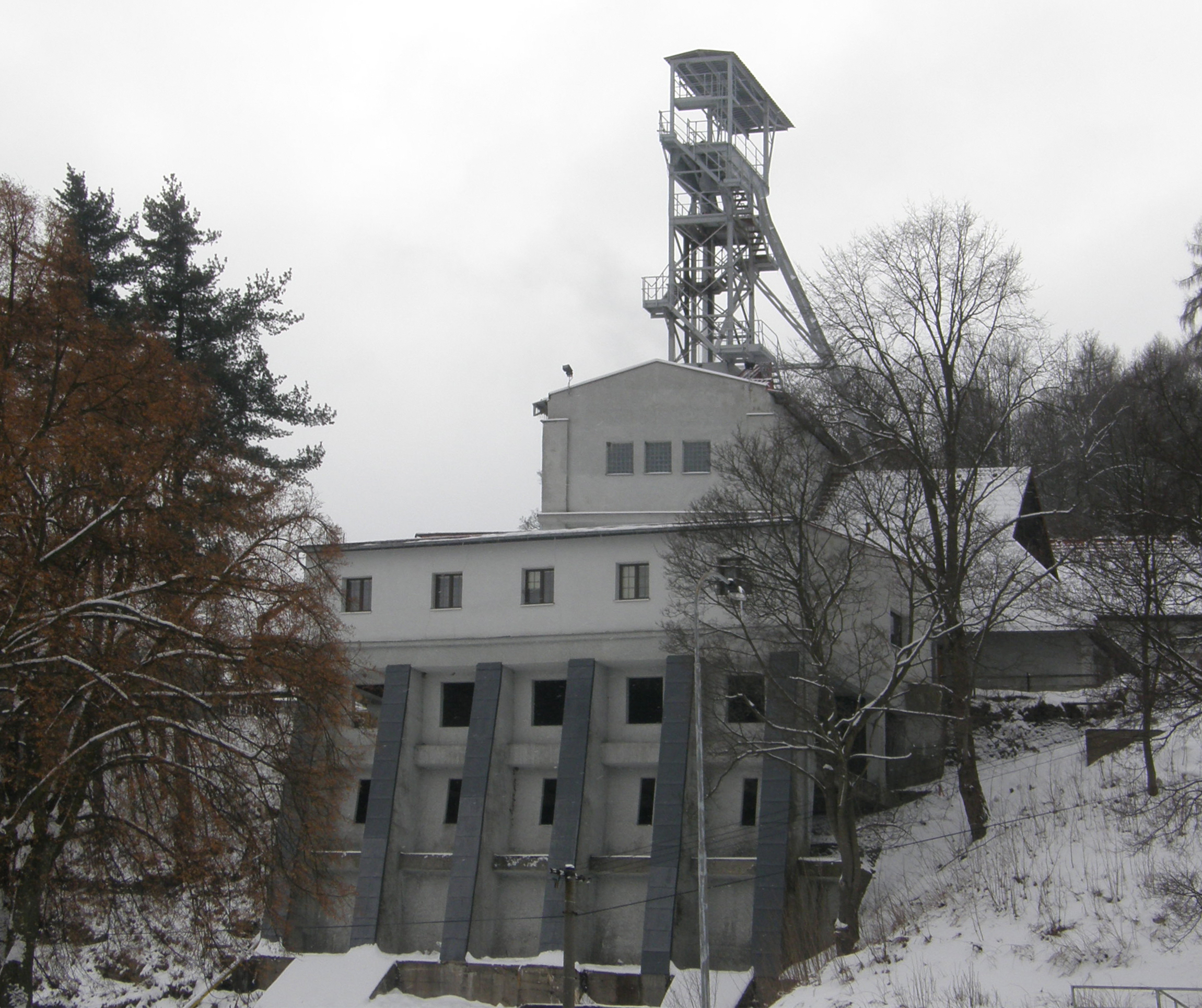
Důl Svornost

V první polovině roku 1947 vznikl ve svahu nad dolem Svornost zajatecký tábor sovětské Hlavní správa válečných zajatců a internovaných (GUPVI), ve kterém byli soustředěni zajatí vojáci německé armády, přidělení k práci v místním uranovém dole. Sovětský tábor zde byl v provozu do 3. prosince 1949. Po převzetí areálu československými orgány byl v ubikacích zřízen tábor pro československé vězně. Vedle blíže neurčitého počtu vězňů retribučních a velkého počtu kriminálních delikventů, bylo v táboře soustředěno i velké množství politických vězňů.
Tábor Svornost se stal součástí rozsáhlé soustavy 18 trestaneckých uranových táborů. Kódově byl označován písmenem „K“. Stejně jako ostatní tábory při uranových šachtách, také areál tábora Svornost byl majetkem národního podniku Jáchymovské doly. Podnik táborové areály pronajímal za úplatu jednotlivým ministerstvům, které měly trestaneckou agendu ve své kompetenci. Trestanecké tábory byly proslulé zákonnostmi, které překračovaly i tehdejší komunistické právo. Primárními pachateli šikany a krutostí byla ozbrojená táborová ostraha a systém třídní nesnášenlivosti, nastavený komunistickým aparátem. Zčásti však podmínky pro tyto nezákonnosti spoluvytvářel i podnik Jáchymovské doly. Své závazky zajistit v táborech kvalitní ubytování a sociální zázemí plnil nedůsledně. Před rokem 1951 byly životní podmínky v táborech – důsledkem lhostejnosti podnikového managementu – katastrofální. Podnik například nebyl schopen nebo ochoten zajistit stavbu kvalitních ubikací ani jejich průběžnou údržbu, což významným způsobem ztěžovalo každodenní život už tak dost ponižovaných nesvobodných pracovních sil. Podnik se také zdráhal vybudovat v táborech umývárny, toalety, prádelny, kuchyně a nezbytnosti.
Svornost byl tábor střední velikosti, který měl kapacitu 600 lidí. V extrémních případech tábor obývalo i 750 lidí. V obytných zařízeních se ve velkém množství vyskytovaly štěnice, avšak tábor měl poměrně dobré hygienické podmínky. V táboře se nacházely koupelny se sprchami, vedle kterých byla dokonce kotelna zásobující koupelny teplou vodou. Na rozdíl od jiných táborů se v táboře nacházela kulturní místnost s jevištěm. Celý areál byl obehnán koridorem s dvojitým plotem z ostnatého drátu místy doplněný o strážní věže, kterým se hovorově říkalo „špačkárny“.
Trestanecký tábor Svornost byl zrušen v roce 1954.

## Současnost

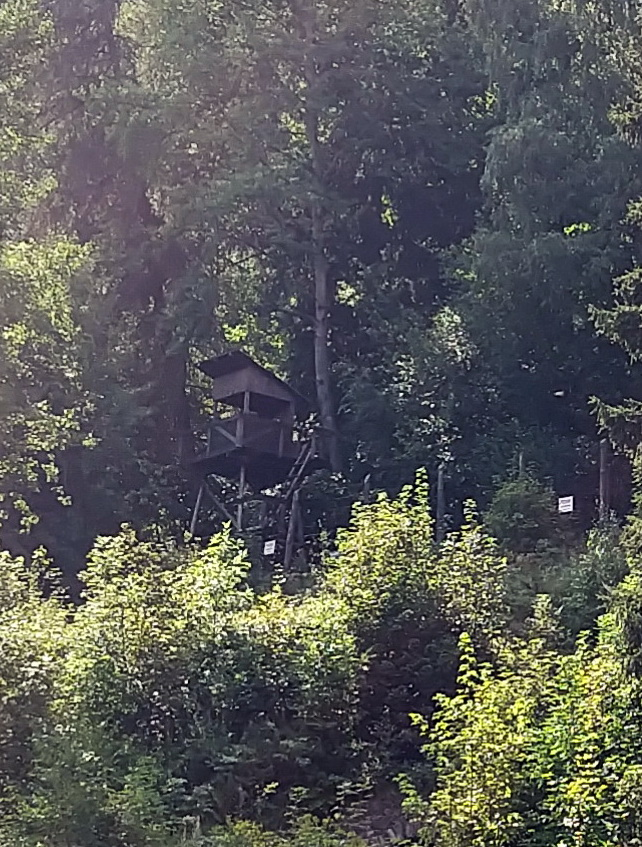
Replika věže a oplocení v bývalém pracovním táboru Svornost

Na místě původního táborového areálu zůstala po likvidaci táborových budov paseka, která během let zčásti zarostla. V roce 2015 byla mezi areálem bývalého tábora Svornost a Štolou č. 1 vybudována jednoduchá replika ostrahového pásma, táborové brány a strážných věží (špačkáren). Nečiní si nároky na úplnou historickou věrnost. Například u vstupní brány mohou příchozí vidět nápis „Prací ke svobodě“, podle některých pamětníků zde však žádný nápis nebyl (mohl být na bráně tábora Nikolaj). Návštěvníkům areálu má spíše usnadnit představu, v jakém prostoru se tábor rozkládal. Ve stejném roce byla v areálu bývalého tábora zpřístupněna podzemní kobka, prezentovaná jako táborová korekční cela. Novější výzkumy ovšem potvrzují spíše předpoklad, že vybetonovaná jáma sloužila primárně jako sklep na uchovávání potravin.